# Sedem čudes sodobnega sveta
Sedem čudes sodobnega sveta je seznam sedmih najbolj znamenitih gradenj v sodobnem svetu. Seznam ni enoličen, po eni od verzij so na njem naslednje stvari:

## Seznam[1]
- Empire State Building, New York, ZDA
- Predor pod Rokavskim prelivom
- Most Golden Gate
- CN Tower, Toronto, Kanada
- Jez Itaipu, Brazilija in Paragvaj
- Projekt Delta in Zuiderzeeprojekt
- Panamski prekop